# Lo stralisco
Lo stralisco è un romanzo dello scrittore italiano Roberto Piumini pubblicato per la prima volta dalla casa editrice Einaudi nel 1987 con le illustrazioni del pittore Cecco Mariniello e considerato dalla maggior parte della critica letteraria il suo capolavoro.
(Roberto Piumini, Lo stralisco, incipit)

## Trama
La vicenda si svolge nell'antica Turchia dove viveva, nella terra di Nactumal, un potente signore, il burban Ganuan con il figlio Madurer.
Madurer è un bambino di quasi undici anni affetto da una rara malattia che gli impedisce di vivere all'aria aperta e di vedere la luce.
Il padre, per il suo undicesimo compleanno, vuole fargli una sorpresa che è certo lo renderà felice.
Invita così al suo palazzo un pittore di nome Sakumat per abbellire le pareti delle stanze, dove è costretto a vivere rinchiuso il figlio, con figure e colori. Il pittore accetta e nasce subito con il bambino una grande amicizia. Insieme decidono, volta per volta, cosa dipingere in base a quello che il bambino racconta di aver visto sulle illustrazioni dei libri o di aver sentito dai racconti che gli hanno detto.
Nascono così il cielo, le montagne e i prati che cambiano a seconda delle stagioni e tra il verde, con l'aiuto del bambino, Sakumat dipinge una strana erba, lo stralisco, una specie di pianta-lucciola dalle spighe come quelle del grano che splende nelle notti serene. E ancora il mare, gli animali, le capanne, i sentieri e tante cose ancora.
Ma la salute del bambino peggiora e tutti i medici chiamati a consulto affermano tristemente che non c'è più speranza e, che al massimo, Madurer sarebbe vissuto ancora per un anno.
Quando Madurer morì, e "la casa e il villaggio ebbero pianto per molti giorni", il burban chiamò Sakumat per chiedergli di restare nella sua casa. Ma Sakumat, che "Aveva la barba ormai quasi del tutto bianca, perché gli ultimi mesi passati nella stanza di Madurer gli avevano imbiancato anche la pelle e disegnato rughe sottili agli angoli degli occhi", gentilmente rifiutò. Egli chiese solamente un cavallo e non volle i doni e le ricchezze che il signore gli voleva offrire e ripartì per ritornare da dove era venuto.
Ai molti che ritornarono a bussare alla sua porta per chiedergli perché voleva andarsene quando era appena ritornato,ma disse di no senza voler dare mai, a chi insistentemente glielo chiedeva, spiegazioni.
Un giorno vendette la sua casa e salutò per sempre i suoi amici. Partì sul suo cavallo e dopo un lungo viaggio giunse in un piccolo villaggio fra le rocce, comprò una piccola casa vicino alla spiaggia e visse a lungo in pace, facendo il pescatore.